# La Capelle-Balaguier
 La Capelle-Balaguier  là một xã ở tỉnh Aveyron, thuộc vùng Occitanie ở miền nam nước Pháp.